# Heart Ache
Heart Ache è il primo EP pubblicato dalla band inglese Jesu, distribuito nel 2004 da Dry Run Recordings in formato CD.
Nel 2008 è stato pubblicato in vinile dalla Avalanche Inc., etichetta di proprietà del leader del gruppo Justin Broadrick, in edizione limitata a 1000 copie.
Il disco è stato interamente composto, suonato, registrato e prodotto da Justin Broadrick.

## Tracce
1. Heart Ache – 19:42
2. Ruined – 20:14

## Formazione
- Justin Broadrick - chitarra, basso, tastiere, drum machine, voce